# پوریا
برخی افراد با نام پوریا عبارتند از:
- پوریای ولی، پهلوان باستانی ایران
- پوریا پورسرخ، بازیگر
- پوریا فیاضی، بازیکن والیبال
- پوریا نوروزیان، تیرانداز
- پوریا عالمی، روزنامه‌نگار
- پوریا ناظمی، روزنامه‌نگار
- پوریا آذربایجانی، فیلمنامه‌ نویس
- پوریا قیدار، بازیکن فوتبال
- پوریا نوری، مستندساز